# Canal du Mark au Vliet
Le canal du Mark au Vliet (en néerlandais Mark-Vlietkanaal) est un canal néerlandais de l'ouest du Brabant-Septentrional.
Le canal relie le Mark, là où celui-ci devient Dintel à l'ouest de Stampersgat, à l'actuel carrefour avec le Steenbergse Vliet et le Roosendaalse Vliet. Ce dernier permet de naviguer jusqu'aux zones industrielles du nord et de l'ouest de Roosendaal où il possède deux branches. 
Le canal assure la liaison fluviale de Roosendaal au Volkerak et à la ville de Bréda. 
Le canal a été creusé en 1983. On a essentiellement utilisé le trajet et le lit du Roosendaalse Vliet historique.

## Source / lien externe
- (nl) Histoire des cours d'eau autour de Roosendaal